# Global Slavery Index
De Global Slavery Index is een lijst waarin alle landen gequoteerd worden op slavernij. Deze wordt jaarlijks opgesteld door de Walk Free Foundation.
De Walk Free Foundation is een initiatief, opgezet in 2001 door de Minderoo Foundation, een filantropische organisatie van de Australische miljonair Andrew Forrest. De Walk Free Foundation is het bekendst om zijn wereldwijde inventaris van moderne slavernij, de Global Slavery Index.   

## Rapporten
De rapporten van Walk Free Foundation hebben in het verleden kritiek geoogst omdat de meetmethodes niet altijd betrouwbaar waren. Vooral de rangschikking van landen moet met de nodige voorzichtigheid benaderd worden.

### The Global Slavery Index 2016
In dit derde rapport van de Stichting wordt het aantal slachtoffers van moderne slavernij wereldwijd geschat op bijna 46 miljoen mensen. Het rapport noemt als landen met de hoogste aantallen mensen in moderne slavernij India, China, Pakistan, Bangladesh, Indonesië, Oezbekistan, Noord-Korea, Rusland, Nigeria, en Kongo (Kinshasa). In landen als Indonesië, de Filipijnen, Georgië, Brazilië, Jamaica en Albanië worden echter ernstige inspanningen gedaan om slavernij in te dijken. En dankzij een nieuwe methode, Multiple Systems Estimation, komt ook extreme uitbuiting in ontwikkelde landen als het Verenigd Koninkrijk en Nederland boven de radar. De druk op grote ondernemingen om hun productieketen te screenen op slavenarbeid, neemt toe. Verder wijst het rapport op de toegenomen gedwongen migratie als voedingsbodem voor extreme uitbuiting. 